# 中華民國—多明尼加關係
中華民國與多明尼加共和國於1941—2018年有正式外交關係，斷交後，目前沒有在對方首都互設具大使館功能的代表機構。對多明尼加的相關事務由中華民國駐瓜地馬拉共和國大使館、駐邁阿密臺北經濟文化辦事處共同管轄。

## 政治

### 邦交時期
1932年，中華民國駐古巴公使赴多明尼加視察僑務，並洽議兩國間之友好條約。1940年5月11日，駐古巴公使與多明尼加政府簽署《中多友好條約》。
1941年4月9日，中華民國與多明尼加建立公使級外交關係。
1943年7月12日，在首都聖多明哥設立中華民國駐多明尼加共和國公使館。1944年4月20日，正式開館。首任公使由駐古巴公使兼任，1947年，派駐專任公使。
1946年10月，於首都南京設立多明尼加共和國駐中華民國公使館。1953年3月8日，在臺北復館。
1957年6月8日，多明尼加派駐首任駐華大使。8月20日，正式升格為大使級外交關係，兩國公使館升格為大使館。
2002年12月11日，多明尼加眾議院通過決議，呼籲中共撤除對台灣的飛彈。

#### 支持中華民國參與國際組織

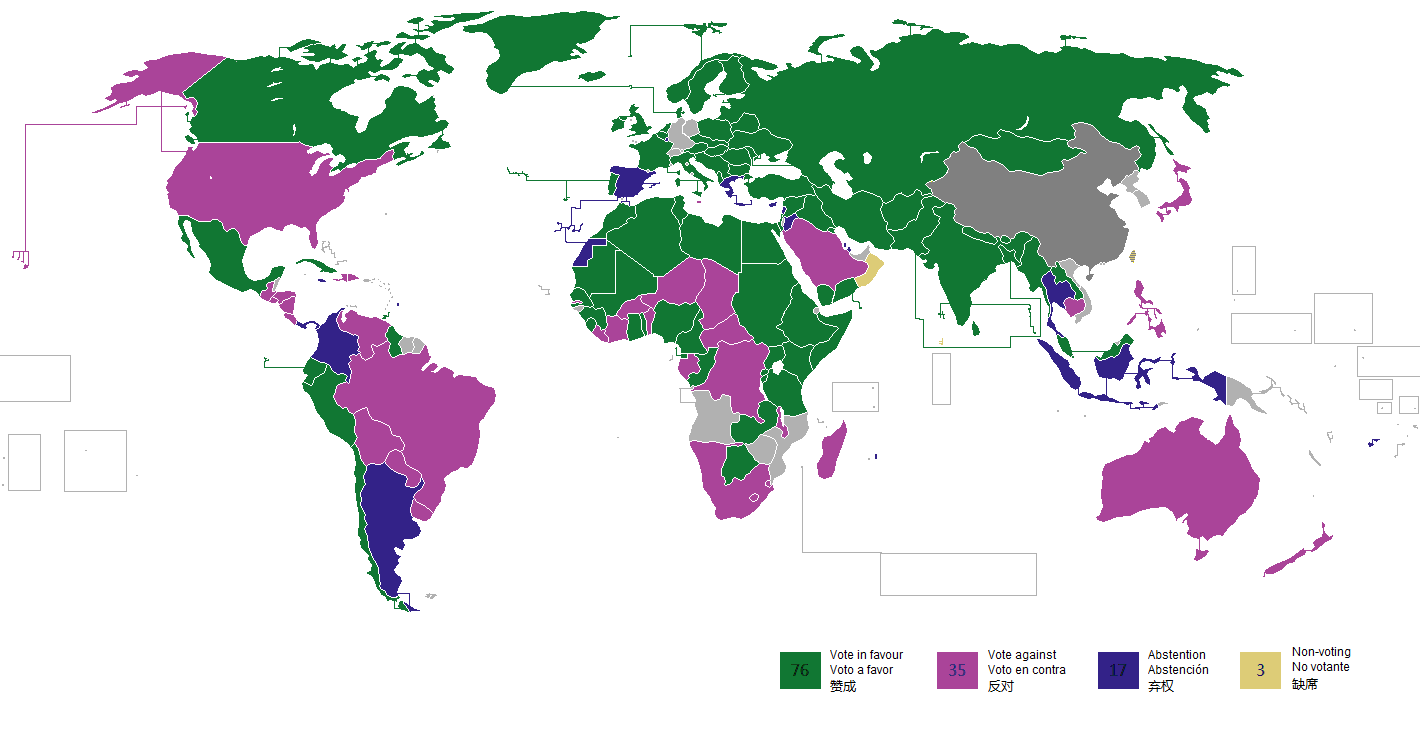
紫色國家表示在1971年的投票中支持中華民國續留聯合國，即《聯合國大會2758號決議》，其中包括多明尼加。

1993年10月，多明尼加在聯合國大會的總辯論中，為中華民國參與聯合國議題執言；1994、1995年7月，多明尼加與中華民國的邦交國連署提案，要求聯合國大會設立研究委員會將「根據會籍普遍原則並按照分裂國家在聯合國已建立的平行代表權模式，審議在台灣的中華民國在國際體系中的特殊情況」案列入議程。8月，多明尼加參議院通過決議，支持中華民國參與聯合國。9月，眾議院亦通過有關決議。10月，多明尼加在聯合國大會的總辯論中發言支持；1996年7月，多明尼加與其他15個中華民國的邦交國提案，要求聯合國大會將「審議聯大第二七五八（XXVI）號決議所造成臺灣地區二千一百三十萬人無法參與聯合國相關活動之問題」案列入議程；1997年9月、1998年9月、2001年11月，多明尼加在大會的總辯論中，發言支持中華民國參與聯合國；2003年8月，多明尼加與其他14個中華民國的邦交國提案，要求聯合國大會將「中華民國（台灣）在聯合國的代表權問題」案列入議程；2005年9月，多明尼加外交部長莫拉雷斯在第60屆聯合國大會發言「要求台海兩岸以對話代替衝突，以利雙方人民發展」。
1997年5月、1999年5月，多明尼加在世界衛生大會（WHA）發言支持中華民國以觀察員身分參與世界衛生大會；2001年5月、2005年5月，多明尼加與中華民國的邦交國向世界衛生組織提案「邀請中華民國以觀察員身分參與世界衛生大會」；2002年12月，多明尼加眾議院決議支持歐洲議會有關要求世界衛生組織接納台灣為觀察員之立場。
2010年10月，多明尼加與其他13個中華民國的邦交國向國際民用航空組織（ICAO）以致函或發送書面聲明的方式支持台灣以觀察員身分有意義參與。
2010年11月、2011年11月，多明尼加與其他中華民國的邦交國向《聯合國氣候變遷綱要公約》（UNFCCC）秘書處致函，呼籲邀請台灣以觀察員身分參與。

### 斷交
2018年5月1日，多明尼加與中華民國斷交，結束長達77年的外交關係。當日，駐多明尼加大使館舉行降旗儀式。
兩國邦交不穩傳聞已久，2017年底，中華民國援贈多明尼加價值3,500萬美元的國軍除役裝備，包括90輛悍馬車、2架UH-1H直升機等。2018年初，首批50輛悍馬車運抵多明尼加。相關人士指出，多明尼加玩兩面手法，先把武裝設備騙到手才宣布斷交，目的就是為了取得中華人民共和國支持該國爭取聯合國非常任理事國的席次。多明尼加曾兩度爭取非常任理事國皆失敗，2018年捲土重來，中華人民共和國的支持十分關鍵，也確實成功當選。
2018年9月7日，美國國務院發言人發布聲明，國務院已召回駐多明尼加大使，商討該國最近與台灣斷交的決定。

### 斷交後的雙邊關係
2020年7月30日，前中華民國總統李登輝逝世，前多明尼加總統費南德斯、梅西亞表示哀悼。

### 人員互訪（1986年至今）

#### 多明尼加
| 職稱         | 姓名 | 日期                                                                                         | 備註                                             |
| ------------ | --- | -------------------------------------------------------------------------------------------- | ------------------------------------------------ |
| 總統         | 費南德斯 梅西亞 | 1999年9月、2006年6月 2001年3月、2002年12月                                                   | [ 30 ] [ 31 ] [ 32 ] [ 33 ]                      |
| 總統夫人     | 蒙媞亞 | 2012年10月                                                                                   | [ 34 ]                                           |
| 副總統       | 莫拉雷斯 斐南德斯 阿布爾格爾格 | 1991年4月 1997年11月、1999年7月、2000年 2007年10月、2011年10月                               | [ 35 ] [ 36 ] [ 37 ] [ 38 ] [ 39 ] [ 40 ]        |
| 參議院議長   | 費理斯（Augusto Felis Matos） 鮑第斯達（Andres Bautista Garcia） 黎莎朵 巴雷德 | 1993年2月 2002年7月 2015年3月 2017年6月                                                      | [ 41 ] [ 42 ] [ 43 ] [ 44 ]                      |
| 眾議院議長   | 瓦卡斯（Ramón Edilio Vargas Ortega） 包得佑（Norge William Botello Fernández） 白蓋羅（Héctor Rafael Peguero Mendez） 阿布爾格爾格 巴契哥（Alfredo Pacheco Osoria） 瓦倫汀（Julio César Valentin Jiminián） 馬丁內斯（Abel Martínez Durán） | 1987年7月 1991年7月 1996年11月 2002年9月 2004年3月、2006年7月 2007年2月、2007年9月 2014年9月 | [ 45 ] [ 46 ] [ 47 ] [ 48 ] [ 49 ] [ 50 ] [ 51 ] |
| 最高法院院長 | 蘇貝羅 | 2009年6月                                                                                    | [ 52 ]                                           |

僅列舉部分名單：
前總統梅西亞、總統府部長梅迪納、畢納（César Pina Toribio）、蒙塔佛、總統府行政部長貝拉達、外交部長李嘉鐸（Joaquín Ricardo García）、拉多雷（Eduardo Latorre Rodríguez）、鐸連第諾、蓋瑞羅（Francisco Guerrero Prats）、納巴羅、外交部次長葉曼薩德、卡布拉、米蘭、畢加多（Miguel Aníbal Pichardo Olivier）、基里亞尼（Juan Guiliani Cury）、杜魯優斯（Jose Manuel Trullols）、魏美絲（Sarah Guemez Naut）、莉莉雅諾（Alejandra Victoria Liriano de la Cruz）、國防部長索多（Jose Miguel Soto Jimenez）、阿基諾（Ramón A. Aquino García）、貝納（Pedro Rafael Peña Antonio）、貝雷茲（Joaquín Virgilio Pérez Feliz）、巴勒得、寶林諾（Rubén Paulino）、技術部長馬丁尼斯、農業部長羅邁歐、羅德里格斯（Luis Ramón Rodríguez）、體育部長馬里恰、巴亞諾（Felipe Payano）、青年部長羅德里格斯（Franklin Rodríguez）、觀光部長舒博比、工業暨商業部長杜魯佑斯、包內第、羅克沃（Angel Lockward）、德卡斯地由、外銷暨投資推廣部長馬丁尼斯（Eddy Martinez Manzueta）、羅得里格斯（Jean Alain Rodríguez）、環境暨天然資源部長莫亞（Frank Moya Pons）、文化部次長荷爾黑（Bernarda Jorge）、檢察總長多明格斯、毒品管制局長拉米瑞茲（Rafael Ramírez）、全國反毒委員會主席阿黎斯堤（Fidias Aristy Payano）、中央選舉委員會主任委員羅薩里歐（Roberto Rosario）、常駐聯合國日內瓦分部代表紐涅慈（Ruben D. Nunez）、參議院副議長瓦斯蓋茲（Jesús Antonio Vasquez Martínez）、黎莎朵、眾議院副議長杜巴爾（Vinicio A. Tobal Urena）、眾議院外交委員會主席范德賀斯特（Andres Arnaldo Van Der Horst R.）、眾議院內政暨警政委員會主席艾斯皮諾沙（Manuel Espinosa）、革命黨主席賓諾戈梅士、聖多明哥市長薩瑟多、國立聖多明哥自治大學校長賈西亞。

#### 中華民國
| 職稱       | 姓名                      | 日期                                                 | 備註                               |
| ---------- | ------------------------- | ---------------------------------------------------- | ---------------------------------- |
| 總統       | 陳水扁 馬英九             | 2000年8月、2005年9月 2008年8月、2010年1月、2015年7月 | [ 75 ] [ 76 ] [ 77 ] [ 78 ] [ 79 ] |
| 總統夫人   | 周美青                    | 2010年9月                                            | [ 80 ]                             |
| 副總統     | 呂秀蓮 吳敦義 陳建仁      | 2007年7月 2012年8月 2016年8月                        | [ 81 ] [ 82 ] [ 83 ]               |
| 行政院院長 | 俞國華 連戰 蕭萬長 游錫堃 | 1989年1月 1996年8月 1999年1月 2004年8月              | 連戰兼任副總統                     |
| 立法院院長 | 王金平                    | 2002年7月、2014年8月                                 | [ 4 ] [ 86 ]                       |
| 考試院院長 | 姚嘉文                    | 2004年1月                                            | [ 87 ]                             |

僅列舉部分名單：
國家安全會議秘書長莊銘耀、高華柱、總統府副祕書長陳錫蕃、簡又新、總統府國策顧問黃石城、立法院副院長曾永權、外交部長朱撫松、錢復、章孝嚴、胡志強、田弘茂、陳唐山、黃志芳、歐鴻鍊、林永樂、李大維、外交部政務次長房金炎、程建人、柯森耀、侯清山、外交部常務次長藍智民、國防部長李天羽、高華柱、馮世寬、交通部長葉匡時、經濟部長林信義、鄧振中、財政部常務次長劉燈城、審計部審計長林慶隆、新聞局長蘇起、調查局長葉盛茂、總政治作戰局長陳國祥、政務委員楊世緘、僑務委員會委員長陳士魁、吳英毅、勞工委員會主任委員王如玄、農業委員會主任委員邱茂英、陳希煌、陳武雄、體育委員會主任委員陳全壽、原住民族委員會主任委員尤哈尼、經濟建設委員會主任委員陳博志、中央選舉委員會主任委員劉義周、中華民國紅十字會總會長陳長文。

## 經濟

### 貿易
| 年分 | 貿易總額    | 貿易總額 | 貿易總額 | 出口至多明尼加 | 出口至多明尼加 | 出口至多明尼加 | 自多明尼加進口 | 自多明尼加進口 | 自多明尼加進口 | 順逆差  |
| 年分 | 金額        | 年增減   | 排名     | 金額           | 年增減         | 排名           | 金額           | 年增減         | 排名           | 順逆差  |
| ---- | ----------- | -------- | -------- | -------------- | -------------- | -------------- | -------------- | -------------- | -------------- | ------- |
| 2017 | 197,433,201 | ▲18.7%   | 70       | 124,135,851    | ▲16.4%         | 63             | 73,297,350     | ▲22.8%         | 72             | 順差▲   |
| 2018 | 260,528,248 | ▲32.0%   | 68       | 147,359,205    | ▲18.7%         | 60             | 113,169,043    | ▲54.4%         | 63             | 順差▼   |
| 2019 | 168,169,138 | ▼35.5%   | 72       | 100,951,084    | ▼31.5%         | 69             | 67,218,054     | ▼40.6%         | 73             | 順差▼   |
| 2020 | 146,795,370 | ▼12.7%   | 78       | 85,966,157     | ▼14.8%         | 67             | 60,829,213     | ▼9.5%          | 78             | 順差▼   |
| 2021 | 232,152,080 | ▲58.1%   | 70       | 121,898,367    | ▲41.8%         | 66             | 110,253,713    | ▲81.3%         | 75             | 順差▼   |
| 2022 | 247,604,738 | ▲6.7%    | 73       | 141,895,014    | ▲16.4%         | 65             | 105,709,724    | ▼4.1%          | 75             | 順差▲   |
| 2023 | 242,120,735 | ▼2.2%    | 71       | 116,740,625    | ▼17.7%         | 68             | 125,380,110    | ▲18.6%         | 63             | 逆差 -- |
| 2024 | 244,090,057 | ▲0.8%    | 67       | 134,521,294    | ▲15.2%         | 60             | 109,568,763    | ▼12.6%         | 67             | 順差 -- |

2023年的兩國貿易項目如下：
出口至多明尼加的前10大項目為：苯乙烯之聚合物；針織或鉤針織品；空氣泵或真空泵、空氣或其他氣體压缩机與风扇；聚縮醛、环氧树脂、醇酸樹脂、聚碳酸酯、聚丙烯酯與其他聚酯、聚醚；機動車輛所用之零件與附件；铝製品；不鏽鋼扁軋製品；電路開關、保護電路或連接電路用之電氣用具、光纖、光纖束、光纤电缆或光纖傳輸纜用之連接器；機器腳踏車與腳踏車裝有輔助動力者、邊車；鋼鐵製螺釘、螺栓、螺帽、螺旋鈎、車用螺釘、鉚釘、橫梢、開口梢、墊圈與類似製品等。
自多明尼加進口的前10大項目為：鐵屬廢料、重熔用廢鋼鐵鑄錠；內科、外科、牙科或兽医用儀器與用具；鋁廢料與碎屑；其他塑料製品與特定材料制成品；醫藥用品；烟叶或雪茄菸、呂宋菸、小雪茄菸與紙菸；電路開關、保護電路或連接電路用之電氣用具、光纖、光纖束、光纤电缆或光纖傳輸纜用之連接器；填塞料、紗布、繃帶及其類似品，已塗浸藥物或製成零售包裝供醫用者；特定用途器具之零件；以皮革製面鞋靴等。

### 投資
根據前駐多明尼加大使館經濟參事處統計，截至2017年，臺商在多明尼加投資共57家，總投資額約1億7,000萬美元，創造約3,000個直接就業機會。另根據中華民國經濟部投資審議司統計，截至2022年，在多明尼加投資共9件，總投資額1,394.2萬美元。投資的產業包括：太陽能發電、製鞋業、塑膠瓶與塑料袋、衛生紙、建材等加工與製造，汽機車零配件、电子计算机與周邊設備等產品之進口與銷售等。並成立多明尼加臺灣商會，目前無臺灣的金融機構。
根據中華民國經濟部投資審議司統計，截至2022年，多明尼加在臺灣投資共8件，總投資額338.6萬美元。投資的產業包括：電子零組件製造業、批發零售業、住宿餐飲業等。

### 合作
斷交前，中華民國派駐技術團協助多明尼加進行水稻改良、竹栽培、竹屋及竹工藝訓練、園藝栽培、淡水魚苗培育暨箱網養殖、以及海蝦養殖等，另派駐工業服務團協助輔導該國中小企業發展。為協助該國縮短數位落差，並培訓數位科技人才，於2004年在多明尼加美洲技術學院設立職業訓練中心、提供現代化數位科技設備、定期派遣專家赴該國講授CNC機械加工、模具製造、自動控制、工業電子、電腦輔助机械制图、電腦輔助設計與製造等課程。駐團與相關計畫已於2013年底結束。另於2015年6月起執行「多明尼加竹產業發展計畫」、2016年1月起執行「多明尼加微中小型企業輔導體系能力建構計畫」。
兩國在斷交前亦舉辦「臺多民間經濟聯席會議」，分別於2010、2011、2014年共舉辦3屆。

## 交流

### 僑民
在多明尼加的臺僑約1千人、粵僑約2萬1千人。主要僑團有多明尼加臺灣商會、旅多華僑總會、旅多華僑青年會、旅多至德堂、旅多三益堂、旅多七姓宗親會、多明尼加洪門致公總堂、多明尼加中華總商會及慈濟基金會多明尼加聯絡處等。

### 學術
截至2017年，中華民國外交部提供臺灣獎學金、財團法人國際合作發展基金會（國合會）提供高等人力培訓外籍生獎學金，給予多明尼加學生赴台研習。國合會也派遣華語文教師赴該國任教。

## 協定
| 日期           | 簽署 | 備註     |
| -------------- | --- | -------- |
| 1940年5月11日  | 《中多友好條約》                                                                                            | [ 註 2 ] |
| 1963年11月8日  | 《中多農業技術合作協定》                                                                                    | [ 註 3 ] |
| 1964年10月9日  | 《中多貿易協定》                                                                                            |          |
| 1975年11月27日 | 《中多文化協定》                                                                                            |          |
| 1981年8月14日  | 《中多開發小水力發電計畫技術合作協定》                                                                      | [ 註 4 ] |
| 1988年11月10日 | 《中多海蝦養殖示範計畫協定》                                                                                | [ 註 5 ] |
| 1990年10月16日 | 《中多引渡條約》                                                                                            |          |
| 1998年11月5日  | 《中多工業技術合作協定》                                                                                    | [ 註 6 ] |
| 1999年10月25日 | 《中多執行有關醫療、造林與農業及教育合作協定之議定書》 《中華民國協助多明尼加共和國設立資訊科技園區備忘錄》 | [ 99 ]   |
| 2002年12月3日  | 《中多互免外交及公務護照簽證協定》                                                                          |          |
| 2005年2月23日  | 《中多自由貿易協定意願書》                                                                                  | [ 16 ]   |
| 2006年10月31日 | 《行政院體育委員會及多明尼加運動體育休閒部間體適能及體育合作瞭解備忘錄》                                    |          |
| 2009年3月9日   | 《中多關於派遣國際合作發展基金會志工協定》                                                                  |          |
| 2012年11月6日  | 《中多關於洗錢及資助恐怖主義相關情資交換合作協定》                                                          |          |
| 2015年4月29日  | 《中多有關多明尼加竹產業發展計畫合作協定》                                                                  |          |
| 2015年12月22日 | 《中多有關多明尼加溫室栽培蔬菜健康管理與產品安全檢測計畫合作協定》                                          |          |
| 2016年12月21日 | 《中多執行多明尼加微中小型企業輔導體系能力建構計畫合作協定》                                                |          |
| 2017年12月20日 | 《中華民國（臺灣）與多明尼加共和國警政合作協定》                                                            | [ 註 7 ] |

## 簽證

持中華民國護照的中華民國國民簽證要求分布圖：入境多明尼加可以免簽證。

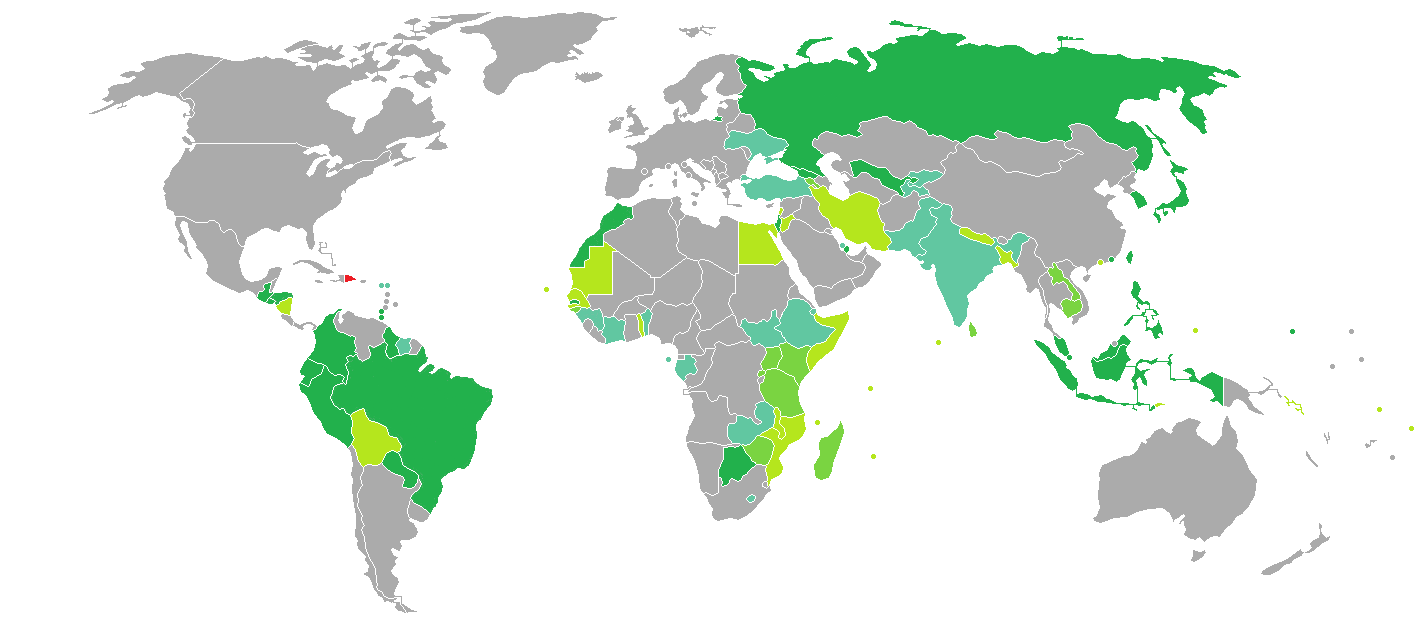
持多明尼加護照的多明尼加人口簽證要求分布圖：入境中華民國可以免簽證。

持有中華民國護照的中華民國國民可以免簽證的方式入境多明尼加，觀光或探親停留最多30天。
持有多明尼加護照的多明尼加國民也可以免簽證的方式入境中華民國，停留最多30天。

## 交通

### 航空

#### 客運
兩國無直航班機，可經由（不計航點遠近，截至2023年7月4日）：
- 台北→羅馬、米蘭、慕尼黑（季節性飛多明尼加）、法蘭克福、阿姆斯特丹、布拉格（2023年7月18日開航臺北、季節性包機飛多明尼加）、紐約、芝加哥、休士頓、多倫多，再轉機前往多明尼加的國際機場（英语：List of airports in the Dominican Republic）。

## 外部連結
- 中華民國外交部－多明尼加共和國簡介 （页面存档备份，存于）
- 中華民國駐瓜地馬拉大使館
- 駐邁阿密臺北經濟文化辦事處
- 外交部領事事務局－國外旅遊警示分級表
- 中華民國衛生福利部－國際旅遊疫情建議等級
- 中華民國國際經濟合作協會 （页面存档备份，存于）
- 多明尼加臺灣商會的Facebook專頁
- 慈濟基金會多明尼加聯絡處的Facebook專頁